# Eleição municipal de Campo Grande em 2024
As eleições municipais de Campo Grande em 2024 foram realizadas em dois turnos, nos dias 6 e 27 de outubro, o primeiro e o último domingo do mês, respectivamente, como parte das eleições municipais brasileiras de 2024. No segundo turno, Adriane Lopes obteve o maior número de votos, com 222.699, e foi eleita prefeita. A administração eleita assumirá em janeiro de 2025 para um mandato de quatro anos. Aproximadamente 646.198 eleitores estavam aptos a votar na capital do Mato Grosso do Sul. A votação ocorreu das 8 às 17 horas, seguindo o horário de Brasília.

## Contexto
Conhecida pela cultura diversificada e pelo significativo papel econômico na região, Campo Grande tem um histórico de eleições competitivas. As eleições municipais fazem parte de um processo eleitoral mais amplo que ocorre a cada quatro anos, onde os eleitores de todo o Brasil elegem autoridades locais em mais de 5.500 municípios.

### Eleição anterior
A prefeita titular é Adriane Lopes, do PP, vice-prefeita eleita em 2020 pelo Patriota, que assumiu o cargo em 2 de abril de 2022 com a renúncia do titular Marquinhos Trad (PSD) para disputar a eleição ao governo de Mato Grosso do Sul no ano corrente. Segundo a legislação eleitoral, Adriane está apta para disputar a reeleição.

## Calendário eleitoral
| Início        | Fim           | Atividades | Status    |
| ------------- | ------------- | --- | --------- |
| 7 de março    | 5 de abril    | Janela partidária para vereadores trocarem de partido visando concorrer às eleições sem perder o mandato. | Realizado |
| 6 de abril    | 6 de abril    | Data-limite para todas as legendas e federações partidárias obterem o registro dos estatutos no TSE e para todos os candidatos terem domicílio eleitoral na circunscrição em que desejam disputar as eleições com a filiação deferida pelo partido. | Realizado |
| 15 de maio    | 15 de maio    | Início da campanha de arrecadação prévia de recursos na modalidade de financiamento coletivo para pré-candidatos, sem realização de pedidos de voto e obedecendo a regras relativas à propaganda eleitoral na Internet.                             | Realizado |
| 20 de julho   | 5 de agosto   | Realização de convenções partidárias para deliberar sobre coligações e escolher candidatos às prefeituras e aos cargos de vereador. Os partidos têm até 15 de agosto para registrar os nomes na Justiça Eleitoral.                                  | Realizado |
| 16 de agosto  | 16 de agosto  | Início das campanhas eleitorais de forma igualitária, podendo qualquer publicidade ou manifestação com pedido explícito de voto antes da data ser considerada irregular e multada.                                                                  | Realizado |
| 30 de agosto  | 3 de outubro  | Veiculação da propaganda eleitoral gratuita no rádio e na televisão. | Realizado |
| 6 de outubro  | 6 de outubro  | Realização do primeiro turno das eleições municipais. | Realizado |
| 11 de outubro | 25 de outubro | Veiculação da propaganda eleitoral gratuita no rádio e na televisão para o segundo turno. | Realizado |
| 27 de outubro | 27 de outubro | Realização de um eventual segundo turno nas cidades com mais de 200 mil eleitores em que o candidato a prefeito mais votado não tenha atingido a metade mais um dos votos válidos.                                                                  | Realizado |

## Apresentação
A disputa ao cargo de prefeito de Campo Grande tem atraído diversos candidatos de diversas origens políticas. Candidatos notáveis incluem a ex deputada-federal Rose Modesto, filiada ao União Brasil, que lidera as pesquisas com apoio significativo. Já a prefeita incumbente Adriane Lopes, filiada ao Progressistas, está em busca da reeleição e possui uma forte base na administração da cidade. Pelo Movimento Democrático Brasileiro, inicialmente foi anunciada a pré-candidatura do político André Puccinelli, que já foi prefeito e governador do Mato Grosso do Sul. Ele manifestou interesse em retornar à política local; todavia, ele desistiu da disputa em 25 de junho de 2024. O deputado federal Beto Pereira, filiado ao Partido da Social Democracia Brasileira, é o candidato apoiado pelo governador Eduardo Riedel na disputa eleitoral.
Pelo Partido Novo, o candidato anunciado é Beto Figueiró, que concorreu ao cargo de vice-governador na chapa de Renan Contar nas eleições estaduais de 2022. O Democracia Cristã anunciou a candidatura do advogado Ubirajara Martins e o Partido Renovação Democrática anunciou a candidatura do vereador de Campo Grande, André Luis. O Partido Liberal teve cinco pré-candidatos: Coronel David, Rafael Tavares, João Henrique Catan, Tenente Portela e Marcos Pollon, que anunciou sua pré-candidatura em 29 de junho de 2024, logo após se irritar com uma eventual decisão da Executiva Nacional do partido em apoiar a pré-candidatura de Beto Pereira.
No campo da esquerda, aposta-se na pré-candidatura de Camila Jara, que foi eleita deputada federal pelo Partido dos Trabalhadores pela primeira vez nas eleições de 2022 e na candidatura de Luso Queiroz, filiado ao Partido Socialismo e Liberdade. Na extrema-esquerda, a candidatura de Jorge Batista, do Partido da Causa Operária, foi lançada tardiamente no dia 15 de agosto, onde se encerrariam os prazos para registrar os nomes na Justiça Eleitoral.

## Candidatos
| Nº | Prefeito(a)  | Prefeito(a)       | Prefeito(a)              | Prefeito(a)                                  | Vice-Prefeito(a) | Vice-Prefeito(a)                                                           | Vice-Prefeito(a) | Vice-Prefeito(a)    | Vice-Prefeito(a)                                 | Coligação                                                                                  | Ref.                                                   |
| Nº | Candidato(a) | Candidato(a)      | Partido Federação        | Cargos relevantes                            | Candidato(a)     | Candidato(a)                                                               | Candidato(a)     | Partido Federação   | Cargos relevantes                                | Coligação                                                                                  | Ref.                                                   |
| -- | ------------ | ----------------- | ------------------------ | -------------------------------------------- | ---------------- | -------------------------------------------------------------------------- | ---------------- | ------------------- | ------------------------------------------------ | ------------------------------------------------------------------------------------------ | ------------------------------------------------------ |
| 11 |              | Adriane Lopes     | PP                       | - Prefeita de Campo Grande (2022–atualidade) |                  |                                                                            | Dra. Camilla     | Avante              | - Odontóloga                                     | Sem Medo de Fazer o Certo PP, Avante e PRD                                                 | [ 5 ] [ 15 ]                                           |
| 13 |              | Camila Jara       | PT FE Brasil             | - Deputada federal (2023–atualidade)         |                  |                                                                            | Zeca do PT       | PT FE Brasil        | - Deputado estadual (1991–1999; 2023–atualidade) | Sem coligação                                                                              | [ 5 ] [ 16 ] [ 17 ]                                    |
| 27 |              | Ubirajara Martins | DC                       | - Advogado                                   |                  | 2024_JOÃO_FARIA_CANDIDATO_VICE-PREFEITO_MS_CAMPO_GRANDE_TSE_(120002294589) | João Faria       | DC                  | - Empresário                                     | Sem coligação                                                                              | [ 5 ] [ 6 ] [ 18 ]                                     |
| 30 |              | Beto Figueiró     | NOVO                     | - Advogado                                   |                  |                                                                            | Cynthia Dualibi  | NOVO                | - Médica                                         | Sem coligação                                                                              | [ 5 ] [ 19 ]                                           |
| 44 |              | Rose Modesto      | UNIÃO                    | - Deputada federal (2019–2023)               |                  |                                                                            | Roberto Oshiro   | UNIÃO               | - Advogado                                       | Unidos por Campo Grande UNIÃO e PDT                                                        | [ 5 ] [ 20 ]                                           |
| 45 |              | Beto Pereira      | PSDB Fed. PSDB Cidadania | - Deputado federal (2019–atualidade)         |                  |                                                                            | Coronel Neidy    | PL                  | - Policial militar                               | Juntos pela Mudança Fed. PSDB Cidadania,PL,PSD, PSB, PODE, MDB, Republicanos,Solidariedade | [ 5 ] [ 21 ] [ 22 ] [ 23 ] [ 24 ] [ 25 ] [ 26 ] [ 27 ] |
| 50 |              | Luso Queiroz      | PSOL Fed. PSOL REDE      | - Auxiliar de Escritório                     |                  |                                                                            | Lya Santos       | REDE Fed. PSOL REDE | - Servidora pública                              | Sem coligação                                                                              | [ 5 ] [ 13 ] [ 28 ]                                    |

Indeferidas
| Nº | Prefeito(a) | Prefeito(a) | Prefeito(a)   | Prefeito(a) | Vice-Prefeito(a)   | Vice-Prefeito(a) | Vice-Prefeito(a) | Vice-Prefeito(a) | Vice-Prefeito(a) | Coligação | Ref. |                        |               |       |
| -- | ----------- | ----------- | ------------- | ----------- | ------------------ | ---------------- | ---------------- | ---------------- | ---------------- | --------- | ---- | ---------------------- | ------------- | ----- |
| Nº | 29          |             | Jorge Batista | PCO         | - Servidor público |                  |                  | Thiago Assad     | PCO              | Coligação | Ref. | - Jornalista e redator | Sem coligação | [ 5 ] |

A justiça indeferiu a candidatura de Jorge Batista (PCO) á prefeitura de Campo Grande.

### Desistências
- Carlão (PSB) – Vereador de Campo Grande (2009–atualidade) e presidente da Câmara Municipal de Campo Grande (2021–atualidade). Ele desistiu por falta de estrutura do próprio partido para disputar uma eleição majoritária na cidade.[30]
- Lucas de Lima (PDT) – Vereador de Campo Grande (2017–2019) e deputado estadual por Mato Grosso do Sul (2019–atualidade). Devido à novas filiações partidárias que causaram um racha local na sigla, ele decidiu desistir da disputa e não apoiar nenhum pré-candidato. O PDT, por sua vez, decidiu apoiar, segundo sua executiva nacional, a pré-candidatura de Rose Modesto (União Brasil).[31]
- Jaime Verruck (PSD) – Secretário de Meio Ambiente e Desenvolvimento Econômico na gestão de Eduardo Riedel. Ele afirmou que não tem pretensão alguma de disputar o pleito, e sim, de apoiar a pré-candidatura de Beto Pereira.[32]
- Coronel David (PL) – Deputado estadual por Mato Grosso do Sul (2019–atualidade). Ele afirma que tem compromissos com vereadores e prefeitos que o apoiaram em sua última campanha, e por isso, teria dificuldades para ajudá-los caso concorresse ao cargo de prefeito.[33]
- André Puccinelli (MDB) – Deputado estadual por Mato Grosso do Sul (1987–1995; 1995–1997); prefeito de Campo Grande (1997–2005) e Governador do Mato Grosso do Sul (2007–2015). Afirmou que sua desistência se deve à falta de apoio político.[4]
- Professor André Luis (PRD) – Vereador de Campo Grande (2021–atualidade). Teve sua candidatura retirada pelo partido após anunciar o apoio à de Adriane Lopes.[34]

### Candidaturas retiradas
- Pedrossian Neto (PSD) – Deputado estadual por Mato Grosso do Sul (2023–atualidade). O presidente estadual do partido, Nelsinho Trad, retirou a pré-candidatura de Pedrossian para firmar uma aliança com o PSDB.[35]
- Rafael Tavares (PL) – Deputado estadual por Mato Grosso do Sul (2023–2024). Sua pré-candidatura foi retirada pelo presidente municipal do PL em Campo Grande, Tenente Portela.[36]
- Tenente Portela (PL) – 1º suplente de senador do Mato Grosso do Sul (2023–atualidade).
- João Henrique Catan (PL) – Deputado estadual por Mato Grosso do Sul (2019–atualidade).
- Marcos Pollon (PL) – Deputado federal pelo Mato Grosso do Sul (2023–atualidade).

Com o anúncio do apoio do ex-presidente Jair Bolsonaro à candidatura de Beto Pereira e do próprio Partido Liberal, os pré-candidatos da sigla tiveram suas candidaturas retiradas automaticamente. Pollon, que chegou a ensaiar o lançamento de sua pré-candidatura, foi removido do cargo de presidente estadual do PL no Mato Grosso do Sul devido à sua desobediência e substituído por Tenente Portela, do PL.

## Pesquisas pré-eleitorais
As pesquisas buscam analisar como seria o resultado da eleição se ela ocorresse no dia em que os dados dos entrevistados foram coletados, não tendo como objetivo pela porcentagem de confiança, prever o resultado final da eleição.

### Primeiro turno
| Fonte       | Data(s) conduzida(s) | Amostragem  | Puccinelli MDB                                     | Modesto UNIÃO                                      | Lopes PP                                           | Pereira PSDB                                       | Jara PT                                            | Tavares PL                                         | Verruck PSD                                        | Abst. Indec.                                       | Vantagem                                           | Ref.                                               | Ref.                                               |      |      |      |       |      |        |        |
| ----------- | -------------------- | ----------- | -------------------------------------------------- | -------------------------------------------------- | -------------------------------------------------- | -------------------------------------------------- | -------------------------------------------------- | -------------------------------------------------- | -------------------------------------------------- | -------------------------------------------------- | -------------------------------------------------- | -------------------------------------------------- | -------------------------------------------------- | ---- | ---- | ---- | ----- | ---- | ------ | ------ |
| Fonte       | Data(s) conduzida(s) | Amostragem  | Paraná Pesquisas                                   | 19–24/Abr/2024                                     | 800                                                | 26,4%                                              | 19,5%                                              | 14,4%                                              | 11,5%                                              | Abst. Indec.                                       | Vantagem                                           | Ref.                                               | Ref.                                               | 6,5% | 5,0% | 1,3% | 15,5% | 6,9% | [ 38 ] | [ 38 ] |
| 06/Mai/2024 | 06/Mai/2024          | 06/Mai/2024 | Jaime Verruck (PSD) desiste da pré-candidatura.    | Jaime Verruck (PSD) desiste da pré-candidatura.    | Jaime Verruck (PSD) desiste da pré-candidatura.    | Jaime Verruck (PSD) desiste da pré-candidatura.    | Jaime Verruck (PSD) desiste da pré-candidatura.    | Jaime Verruck (PSD) desiste da pré-candidatura.    | Jaime Verruck (PSD) desiste da pré-candidatura.    | Jaime Verruck (PSD) desiste da pré-candidatura.    | Jaime Verruck (PSD) desiste da pré-candidatura.    | Jaime Verruck (PSD) desiste da pré-candidatura.    | Jaime Verruck (PSD) desiste da pré-candidatura.    |      |      |      |       |      |        |        |
| 16/Mai/2024 | 16/Mai/2024          | 16/Mai/2024 | Rafael Tavares (PL) desiste da pré-candidatura.    | Rafael Tavares (PL) desiste da pré-candidatura.    | Rafael Tavares (PL) desiste da pré-candidatura.    | Rafael Tavares (PL) desiste da pré-candidatura.    | Rafael Tavares (PL) desiste da pré-candidatura.    | Rafael Tavares (PL) desiste da pré-candidatura.    | Rafael Tavares (PL) desiste da pré-candidatura.    | Rafael Tavares (PL) desiste da pré-candidatura.    | Rafael Tavares (PL) desiste da pré-candidatura.    | Rafael Tavares (PL) desiste da pré-candidatura.    | Rafael Tavares (PL) desiste da pré-candidatura.    |      |      |      |       |      |        |        |
| 25/Jul/2024 | 25/Jul/2024          | 25/Jul/2024 | André Puccinelli (MDB) desiste da pré-candidatura. | André Puccinelli (MDB) desiste da pré-candidatura. | André Puccinelli (MDB) desiste da pré-candidatura. | André Puccinelli (MDB) desiste da pré-candidatura. | André Puccinelli (MDB) desiste da pré-candidatura. | André Puccinelli (MDB) desiste da pré-candidatura. | André Puccinelli (MDB) desiste da pré-candidatura. | André Puccinelli (MDB) desiste da pré-candidatura. | André Puccinelli (MDB) desiste da pré-candidatura. | André Puccinelli (MDB) desiste da pré-candidatura. | André Puccinelli (MDB) desiste da pré-candidatura. |      |      |      |       |      |        |        |
| Fonte       | Data(s) conduzida(s) | Amostragem  | Modesto UNIÃO                                      | Lopes PP                                           | Pereira PSDB                                       | Jara PT                                            | Soares PRD                                         | Martins DC                                         | Figueiró NOVO                                      | Queiroz PSOL                                       | Abst. Indec.                                       | Vantagem                                           | Ref.                                               |      |      |      |       |      |        |        |
| Fonte       | Data(s) conduzida(s) | Amostragem  |                                                    |                                                    |                                                    |                                                    |                                                    |                                                    |                                                    |                                                    | Abst. Indec.                                       | Vantagem                                           | Ref.                                               |      |      |      |       |      |        |        |
| Quaest      | 24–27/Jul/2024       | 804         | 34%                                                | 15%                                                | 15%                                                | 6%                                                 | 2%                                                 | 1%                                                 | 1%                                                 | 0%                                                 | 26%                                                | 19%                                                | [ 39 ]                                             |      |      |      |       |      |        |        |

## Campanha eleitoral
O período de campanha eleitoral começa oficialmente no dia 16 de agosto, podendo os candidatos divulgar suas plataformas, inclusive na internet. O tempo de transmissão gratuito no rádio e na televisão começará em 30 de agosto, proporcionando aos candidatos uma plataforma para atingir um público mais amplo. 

## Resultados

### Prefeito
Fonte: TSE
| Candidato(a)            | Vice                    | 1.º turno 6 de outubro de 2024 | 1.º turno 6 de outubro de 2024 | 2.º turno 27 de outubro de 2024 | 2.º turno 27 de outubro de 2024 |
| Candidato(a)            | Vice                    | Votação                        | Votação                        | Votação                         | Votação                         |
| Candidato(a)            | Vice                    | Total                          | %                              | Total                           | %                               |
| ----------------------- | ----------------------- | ------------------------------ | ------------------------------ | ------------------------------- | ------------------------------- |
| Adriane Lopes (PP)      | Dra. Camilla (Avante)   | 140.913                        | 31,67%                         | 222.699                         | 51,45%                          |
| Rose Modesto (UNIÃO)    | Roberto Oshiro (UNIÃO)  | 131.525                        | 29,56%                         | 210.112                         | 48,55%                          |
| Beto Pereira (PSDB)     | Coronel Neidy (PL)      | 115.516                        | 25,96%                         | Não participaram                | Não participaram                |
| Camila Jara (PT)        | Zeca do PT (PT)         | 41.966                         | 9,43%                          | Não participaram                | Não participaram                |
| Beto Figueiró (NOVO)    | Cynthia Dualibi (NOVO)  | 10.885                         | 2,45%                          | Não participaram                | Não participaram                |
| Luso de Queiroz (PSOL)  | Lia Santos (REDE)       | 3.108                          | 0,70%                          | Não participaram                | Não participaram                |
| Ubirajara Martins (DC)  | João Faria (DC)         | 1.067                          | 0,24%                          | Não participaram                | Não participaram                |
| Total de votos válidos  | Total de votos válidos  | 440.980                        | 100%                           | 432.811                         | 100%                            |
| → Votos válidos         | → Votos válidos         | 440.980                        | 92,43%                         | 432.811                         | 93,81%                          |
| → Votos brancos         | → Votos brancos         | 16.968                         | 3,52%                          | 11.704                          | 2,54%                           |
| → Votos nulos           | → Votos nulos           | 19.451                         | 4,04%                          | 16.871                          | 3,66%                           |
| Total de votos          | Total de votos          | 481.399                        | 100%                           | 461.386                         | 100%                            |
| → Comparecimento        | → Comparecimento        | 481.399                        | 74,50%                         | 461.386                         | 71,40%                          |
| → Abstenções            | → Abstenções            | 164.799                        | 25,50%                         | 184.812                         | 28,60%                          |
| Eleitores aptos a votar | Eleitores aptos a votar | 646.198                        | 100%                           | 646.198                         | 100%                            |

#### 1° turno
Com 74,50% de participação eleitoral, a votação do 1° turno foi acirrada entre os principais candidatos, destacando-se a atual prefeita Adriane Lopes e a deputada Rose Modesto, que avançaram para o segundo turno. Adriane Lopes foi a mais votada no primeiro turno, com 31,67% dos votos (140.913 votos). Rose Modesto ficou em segundo lugar com 29,56% dos votos (131.525 votos). Beto Pereira obteve 25,96% dos votos (115.516 votos). Camila Jara alcançou 9,43% dos votos (41.966 votos). Beto Figueiró conquistou 2,45% dos votos (10.885 votos). Com 0,70% dos votos (3.108 votos). O candidato Ubirajara Martins teve uma participação modesta, alcançando 0,24% dos votos (1.067 votos).

##### Estatísticas
Do total de 481.399 eleitores que compareceram às urnas, 444.980 votos foram considerados válidos, representando 92,43% dos votos totais. Os votos em branco somaram 16.968 (3,52%), enquanto os votos nulos foram 19.451 (4,04%). A abstenção foi significativa, com 25,50% dos eleitores (164.799) optando por não participar do pleito.

### Vereadores
| Partido           | Cadeiras | % Cadeiras |
| ----------------- | -------- | ---------- |
| PSDB              | 5        | 17,24%     |
| PP                | 4        | 13,79%     |
| PT                | 3        | 10,34%     |
| PL                | 3        | 10,34%     |
| UNIÃO             | 3        | 10,34%     |
| REP               | 2        | 6,90%      |
| MDB               | 2        | 6,90%      |
| PODE              | 2        | 6,90%      |
| AVANTE            | 2        | 6,90%      |
| PSD               | 1        | 3,45%      |
| PDT               | 1        | 3,45%      |
| PSB               | 1        | 3,45%      |
| Total de Cadeiras | 29       | 100%       |

| Nº | Nome                  | Partido      |
| -- | --------------------- | ------------ |
| 1  | Rafael Tavares        | PL           |
| 2  | Carlão Comunitário    | PSB          |
| 3  | Silvio Pitu           | PSDB         |
| 4  | Veterinário Francisco | União Brasil |
| 5  | Fabio Rocha           | União Brasil |
| 6  | Professor Riverton    | PP           |
| 7  | Junior Coringa        | MDB          |
| 8  | Dr. Victor Rocha      | PSDB         |
| 9  | Professor Juari       | PSDB         |
| 10 | Flavio Cabo Almi      | PSDB         |
| 11 | Luiza Ribeiro         | PT           |
| 12 | André Salineiro       | PL           |
| 13 | Papy                  | PSDB         |
| 14 | Ana Portela           | PL           |
| 15 | Neto Santos           | Republicanos |
| 16 | Maicon Nogueira       | PP           |
| 17 | Delei Pinheiro        | PP           |
| 18 | Wilson Lands          | Avante       |
| 19 | Herculano Borges      | Republicanos |
| 20 | Beto Avelar           | PP           |
| 21 | Dr. Jamal             | MDB          |
| 22 | Landmark              | PT           |
| 23 | Clodoilson Pires      | Podemos      |
| 24 | Jean Ferreira         | PT           |
| 25 | Dr. Lívio             | União Brasil |
| 26 | Leinha                | Avante       |
| 27 | Ronilço Guerreiro     | Podemos      |
| 28 | Otávio Trad           | PSD          |
| 29 | Marquinhos Trad       | PDT          |